# Завидовский район
Завидовский район — административно-территориальная единица в составе РСФСР, существовавшая в 1929—1960 годах.
Административный центр — посёлок городского типа Новозавидовский.

## История
Образован в 1929 году в составе Тверского округа Московской области. В состав района вошли рабочий посёлок Новозавидовский и следующие сельсоветы:
- из Клинского уезда Московской губернии:
  - из Васильевской волости: Васильевский, Кабановский, Козловский, Юрьевский
  - из Завидовской волости: Завидовский, Павлюковский, Шорновский
  - из Свердловской волости: Городищенский, Марксовский, Новошинский, Свердловский
  - из Фофановской волости: Безбородовский, Леоновский, Фофановский
- из Тверского уезда Тверской губернии:
  - из Городищенской волости: Борцинский, Городенский, Едимоновский, Лисицкий, Логиновский, Межевский, Мелковский, Нестеровский, Отроковский, Турыгинский
  - из Ильинской волости: Шалимовский,

а также Видогощенский, Лукинский, Редкинский, Тереховский, Чеграевский и Шошинский с/с (принадлежность не установлена).
23 июля 1930 г. Завидовский район переподчинен непосредственно облисполкому, 29 января 1935 года вошёл в состав Калининской области, упразднен 14 ноября 1960 года.
Территория Завидовского района вошла в состав Конаковского района Калининской области (с 1990 года — Тверская область).